# 12-я армия (вермахт)
12-я армия (нем. 12. Armee) — создана 13 октября 1939 года. 23 января 1943 года штаб армии передан группе армий «Е». 12-я армия была вновь создана 10 апреля 1945 года в нацистской Германии.

## Боевой путь армии
С октября 1939 года располагалась на линии «Зигфрид» (западная граница Германии). В мае-июне 1940 года использовалась во Французской кампании.
В апреле 1941 года 12-я армия участвовала в захвате Югославии, затем — кампания в Греции против греческих и британских войск. Затем выполняла оккупационные функции на Балканах.
В январе 1943 года армия была расформирована.
Вновь сформирована в Германии в апреле 1945 года, на Эльбе, из остатков частей вермахта (около 35 тысяч солдат и офицеров — ополченцев и резервистов). Имела задачу деблокировать Берлин. Армия смогла достичь лишь пригорода Берлина, затем отступила на запад и сдалась американским войскам. Именно этот факт — 12-я армия не смогла подойти на помощь группе Штайнера — на совещании 22 апреля открыл глаза Гитлеру на всю безысходность его положения.

### Формирование
Курт фон Типпельскирх написал следующее: это и был последний козырь Гитлера: по его приказу на фронт была брошена ещё не закончившая полностью своего формирования 12 армия под командованием генерала Венка, которая, согласно радиопропаганде, должна была внести перелом в борьбу против западных держав. Формирование этой армии было предпринято в начале апреля из последних имевшихся в Центральной Германии людских и материальных резервов с целью сосредоточить её в Гарце, бросить на запад на освобождение Рурской области и добиться этим ударом раскола фронта противника. Затем в ходе дальнейших операций должно было последовать восстановление сплошного Западного фронта. Сейчас просто непостижимо, как в голове Гитлера могли рождаться такие фантазии, превращавшиеся его ближайшими помощниками в отдаваемые с серьёзным видом приказы. Не говоря уже об утопической цели действий этой армии, составлявшей при общем соотношении сил лишь каплю в море, требовались недели для обеспечения хотя бы минимальной боеспособности формируемых соединений. Обстановка за это время, вне всяких сомнений, должна была существенно измениться.
Из постоянного состава пехотных и танковых училищ, частей службы трудовой повинности и командиров всех степеней, которых ещё можно было найти во 2 и 3 корпусных округах, был создан костяк 7 дивизий, в том числе танковой и гренадерской моторизованной; некоторые опытные командиры даже были переведены с фронта. Из Баварии планировалось перебросить гренадерскую дивизию СС, сформированную на базе офицерской эсэсовской школы. Ряды дивизий должна была заполнить способная воодушевиться молодёжь, в том числе большое количество курсантов офицерских училищ и частей имперской трудовой повинности. Вместо номеров дивизии получали громкие имена, связанные с самыми тяжёлыми для Германии временами, например: Ульрих фон Гуттен, Клаузевиц, Шарнхорст, Кёрнер, Фердинанд фон Шилль, Ян и Шлагетер.

### Западный фронт
Когда первые соединения армии к 15 апреля сосредоточились на широко растянутых рубежах развертывания, командование получило приказ освободить из окружения в Гарце 11 армию ударами с севера и востока. Ещё не полностью сформированные дивизии «Клаузевиц» и «Шлагетер» 16 апреля выступили из района Ильцена на юг с задачей достичь северных склонов Гарца. Они натолкнулись на второй эшелон продвигавшейся к Эльбе 9 американской армии и были уничтожены в ожесточённых боях, длившихся до 21 апреля в районе севернее Брауншвейга. Наступление, которое должно было одновременно начаться из района Дессау в направлении Гарца с целью поддержать прорыв 11 армии через Бернбург, не состоялось, так как предусмотренные для этой цели силы 12 армии пришлось ввести в бой на реках Эльбе и Зале. Ожидая продолжения наступательных действий американцев в восточном направлении, армия вынуждена была ограничиваться тем, что постепенно прибывавшими в её распоряжение частями препятствовала дальнейшему продвижению противника через Эльбу и Мульде на порученном ей фронте между Виттенберге и Лейпцигом. В ночь с 15 на 16 апреля она ликвидировала американский плацдарм южнее Магдебурга и значительно сузила второй плацдарм в районе Барби. Южнее ей удалось значительно замедлить продвижение 1 американской армии к реке Мульде. Растянув свои соединения до района севернее Лейпцига, она примкнула своим левым флангом к остаткам отброшенной в этот район 7 армии. Командованию 12 армии не было известно, что американцы и русские пришли к соглашению о демаркационной линии по Эльбе, ещё не произошла катастрофа на Одере, а потому армия все своё внимание обращала на запад и готовилась к отражению новых попыток прорыва со стороны американцев. Вынося тяжелейшие удары вражеской авиации, она с трудом сдерживала войска противника, особенно стремившиеся прорваться на Дессау. Последовавшее 23 апреля внезапное прекращение налётов американской авиации явилось для неё настоящей неожиданностью и большим облегчением, хотя и невозможно было тогда найти объяснения столь странному поведению противника. На самом же деле, американцы прекратили действия в воздухе намеренно, так как, несмотря на связь с русскими, с ними по ошибке уже завязывались воздушные бои.
12 армии не приходилось особенно радоваться этому облегчению обстановки в местном масштабе. Командование уже в течение нескольких дней с растущим беспокойством наблюдало за развитием событий у себя в тылу на Одере и уже успело принять некоторые меры предосторожности в этом направлении, когда вечером 22 апреля на командный пункт армии прибыл фельдмаршал Кейтель, чтобы подготовить её к новой задаче. Поскольку освобождение Рурской области не состоялось, армии предстояло теперь освободить Берлин и спасти Гитлера.

### Поворот на восток
Кейтель и Йодль, находясь вне пределов столицы, которой грозило окружение, решили сохранять видимость руководства войсками на всех фронтах. Совершенно игнорируя фактическое положение дел, они считали основной своей задачей освобождение Берлина и Гитлера извне. 9 армия получила приказ отойти, чтобы южнее Берлина соединиться с 12 армией генерала Венка, ещё оборонявшейся на Эльбе и Мульде. Кейтель и Йодль полагали, что если обе армии попытаются с юга и юго-востока ударить на Берлин и Штайнер сможет, наконец, развернуть наступление, то удастся разорвать кольцо, в которое русские взяли уже около двух третей столицы.
В течение 24 апреля из расположенного севернее Потсдама Крампинца, где временно находилась ставка, пришли окончательно оформленные приказы. В соответствии с ними, 12 армия должна была наступать на восток в направлении Йютербога, соединиться там с пробивавшейся на запад 9 армией, чтобы затем вместе с ней перейти в наступление с целью освободить Берлин. Венк, который мог судить об обстановке только по оптимистическому описанию Кейтеля, вначале действительно собирался пробиться до Берлина, однако вскоре невозможность такого наступления стала очевидной. Всё же наступление на восток было необходимо, и не только для оказания помощи окружённой 9 армии, но и в целях обеспечения необходимой свободы действий восточнее Эльбы самой 12 армии, потому что в противном случае она в течение нескольких дней могла быть раздавлена между двумя фронтами.

Точного направления предполагаемого удара мы не знали, данных не было, но для нас уже было совершенно очевидным: такая попытка будет предпринята. Мы в общих чертах предугадывали данный план, и в этом нет ничего удивительного, потому что он отнюдь не был лишён целесообразности. В нём не было реального учёта сложившегося соотношения сил, но это уже другое дело. Разумеется, я не знал тогда, чем живёт и на что надеется Гитлер, какие задачи он ставит Кейтелю, и не знал даже в точности, где находятся тот и другой. Но для меня было совершенно ясно: уж если противник вновь попробует предпринять что-то активное, то он прежде всего сделает попытку подрезать прорвавшиеся к Берлину войска 1-го Украинского фронта и с запада, и с востока. И я был убеждён, прогноз этот оправдается; он действительно оправдался.— Маршал И. С. Конев

Неужели возможно чудо? Неужели ударная армия Венка является резервом Германии, о котором Геббельс так много болтал в своей пропаганде за последние недели??? Или это были только измышления фанатика, который не имеет никакого представления о действительности.— Генерал Вейдлинг
Наступление на противника приходилось вести отдельными боевыми группами, чтобы замедлить его дальнейшее продвижение. Район действий армии ограничивался с севера рубежом Витшток — Альтруппин — Херцберг — Креммен — Руппинский канал. На юге разграничительная линия армии проходила примерно по рубежу Дессау — Котбус.
25 апреля 1945 года, недалеко от города Торгау, 5-я гвардейская армия, входившая в состав 1-го Украинского фронта, встретилась с 1-й армией США. В результате, остатки Вермахта были расколоты на две части — северную и южную.
В тот же день Гитлер вызвал к себе Вейдлинга и сообщил ему, что «Положение должно улучшиться. 9 армия подойдёт к Берлину и нанесёт удар по противнику вместе с 12 армией. Этот удар последует по южному фронту русских. С севера подойдут войска Штайнера и нанесут удар по северному крылу».
5 гвардейский механизированный и 102 стрелковый корпуса генералов И. П. Ермакова и И. М. Пузикова отразили этот удар. 27 апреля Венк, после первых успехов, вёл тяжёлые оборонительные бои юго-западнее Потсдама. Кольцо окружения вокруг Берлина замкнулось. Населению продолжали врать. Геббельс заявил по радио 27 апреля: «Положение решительно меняется в нашу пользу. Большой перелом в войне должен наступить с минуты на минуту. Берлин должен держаться несмотря на потери до подхода армии Венка».

### Попытка освободить Берлин и отход на запад
В надежде на то, что американцы останутся на достигнутом ими рубеже, Венк оставил на своём прежнем, повернутом на запад фронте только слабое охранение, прикрыл одной дивизией свой южный фланг восточнее Виттенберга и сосредоточил силы для наступления в восточном направлении. Район сосредоточения пришлось защищать от русских, наступавших широким фронтом на запад между рекой Хафель восточнее Бранденбурга и рекой Шварце-Эльстер. До 28 апреля Венк обеспечил фланги своей армии на юге между Виттенбергом и Нимегком, а на севере юго-восточнее Бранденбурга, поэтому мог на следующее утро начать наступление тремя дивизиями из района Бельцига в северо-восточном направлении. Упорное сопротивление русских было быстро сломлено, их вторые эшелоны, не ожидавшие этого удара, смяты. В Белице были освобождены 3 тыс. немецких раненых, эвакуация которых началась немедленно, а левый фланг ещё в тот же день вышел к Ферху у южной оконечности озера Швилов, куда отошёл гарнизон окружённого Потсдама. Но это успешное наступление исчерпало ударную силу армии. Ей пришлось выделить значительные силы для прикрытия растянутых в глубину флангов, так как русские вышли на юге к Виттенбергу, на севере — к Бранденбургу и грозили срезать острый клин наступления. Армия, однако, не могла ещё принять мер к предотвращению этой опасности. Сначала необходимо было спасти остатки 9 армии, которой по радио предложили прорываться в направлении Белица. 12 армия, прикрыв оба фланга, чтобы не стать жертвой глубокого охвата русских, заняла оборону не использованными в наступлении силами, располагавшимися до сих пор по Эльбе, на рубеже по нижнему течению реки Хафель между Бранденбургом и Хафельбергом и удерживала фронт в районе Белица до тех пор, пока 1 мая совершенно измотанные десятидневными боями остатки 9 армии не осуществили последний прорыв; через боевые порядки противника сумели прорваться 25—30 тыс. человек, которые оказались сломленными и морально, и физически.
Удар 12 армии 29 апреля Геббельс использовал, чтобы в очередной оперативной сводке сообщить о героической судьбе города, служившего символом борьбы немецкого народа против большевизма. Немецкие войска, говорил он, повернулись спиной к американским, чтобы помочь берлинцам в их грандиозной битве за столицу. Венк принял решение, прикрываясь заслоном в нижнем течении реки Хафель, отходить к Эльбе севернее Магдебурга. Он надеялся с согласия американцев переправить армию в районе Тангермюнде, чтобы не попасть в советский плен.
В ответ на полученную накануне радиограмму фюрера, в ночь на 30 апреля генерал-фельдмаршал Кейтель сообщил: «1. Передовые части Венка остановлены противником в районе южнее озера Швилов. 2. Поэтому 12 армия не может продолжать наступление на Берлин». Венк был одним из немногих немецких генералов, которые открыто признали, что Берлин к этому моменту уже давно был потерян. Однако Гитлер в своём бункере не желал адекватно воспринимать действительность.
Прикрыв 1 мая отходящие разбитые части 9 армии, в течение 2 мая, 12 армия, выставив в защиту арьергарды, начала отступление и проводила его в расчёте на быстрый отрыв от противника почти непрерывными дневными и ночными переходами. Пока походные колонны выходили на Эльбу, штаб вступил в переговоры с американцами, прося разрешения о переправе через Эльбу всей армии, включая также вольнонаёмный состав и взятых ею под защиту беженцев. Однако,  в переправе беженцев было отказано. После того, как боеспособные части были переправлены, 5 и 6 мая, под защитой большого предмостного укрепления в районе Ферхланд, Тангермюнде, восточнее Стендаля, началась переправа многочисленных раненых и больных, в том числе и небоеспособные остатки 9 армии, а также свой вольнонаёмный состав. Нелегально удалось переправить также значительную массу беженцев. 7 мая переправы были освобождены для переброски последних ведущих бой частей, и в тот же вечер армия полностью оказалась на западном берегу Эльбы. Удалось переправить примерно 100—200 тыс. человек.

## Состав армии
В декабре 1939
- 3-й армейский корпус
- 6-й армейский корпус
- 18-й армейский корпус

В июле 1941
- 18-й армейский корпус
- 65-й армейский корпус

В январе 1942
- 65-й армейский корпус

В апреле — мае 1945
- пехотная дивизия «Потсдам»
- 20-й армейский корпус
  - пехотная дивизия «Фердинанд фон Шилль»
  - пехотная дивизия «Шарнхорст»
  - пехотная дивизия «Фридрих Людвиг Ян»
  - пехотная дивизия «Теодор Кёрнер»
  - пехотная дивизия «Ульрих фон Гуттен»
- 39-й танковый корпус
  - танковая дивизия «Клаузевиц»
  - пехотная дивизия «Шлагетер»
  - штаб 84-й пехотной дивизии
- 41-й танковый корпус
  - 309-я пехотная дивизия
  - пехотная дивизия «Гамбург»
  - бригада истребителей танков «Герман Геринг»
  - бригада бронебойщиков «Гитлерюгенд»
- 48-й танковый корпус
  - 14-я зенитная дивизия
  - 243 и 1170 бригады штурмовых орудий
  - Фанен-юнкеры
  - добровольческий корпус «Адольф Гитлер»

## Командующие армией
- Генерал-фельдмаршал Вильгельм Лист, 13 октября 1939 — 15 октября 1941
- Генерал сапёрных войск Вальтер Кунце, 29 октября 1941 — 8 августа 1942
- Генерал-полковник Александер Лёр, 8 августа 1942 — 23 января 1943
- Генерал танковых войск Вальтер Венк, 10 апреля — 8 мая 1945